# Dracaena cochinchinensis
Espèce
Classification APG III (2009)
Dracaena cochinchinensis, le dragonnier de Cochinchine, est une plante arborescente monocotylédone de la famille des Liliaceae (ou Dracaenaceae) selon la classification classique, ou des Asparagaceae (ou Ruscaceae) selon la classification phylogénétique.
Cette espèce est originaire du Vietnam, Cambodge, Laos et Chine du sud (Yunnan, Guangxi).
De toute incision ou blessure s'écoule une résine rouge sang, connue sous le nom de sang-dragon dans les pharmacopées traditionnelles, semblable à celle obtenue avec les dragonniers Dracaena draco des Canaries et Dracaena cinnabari de l'île de Socotra. La Chine qui importait le sang-dragon de l'étranger, découvrit en 1972  qu'il existait des dragonniers sur son territoire susceptibles de lui fournir la précieuse matière médicale[réf. nécessaire].
L'espèce est maintenant menacée en Chine mais elle y est cultivée pour la production de sang-dragon.

## Étymologie et nomenclature
Le nom de genre Dracaena dérive du grec drakaina δρακαινα « dragon femelle », l'épithète spécifique latin cochincinensis désigne la Cochinchine.
La première description botanique du taxon a été faite par le botaniste jésuite portugais, João de Loureiro (1717-1791) envoyé en mission en Cochinchine (sud de l'actuel Viêt Nam). Il crée l'espèce Aletris cochinchinensis, dans Flora cochinchinensis: sistens plantas in regno Cochinchina nascentes en 1790.  Il donne pour habitat : les jardins cultivés en Cochinchine.
En 1972, un botaniste chinois, Cai Xitao 蔡希陶, découvre des spécimens de la plante dans la forêt tropicale de la province du Yunnan, à l'extrême sud de la Chine, près de la frontière du Laos et de la Birmanie. Après avoir été durement persécuté durant la Révolution culturelle, après avoir connu les camps de rééducation (laogai), le professeur Cai fut chargé de rechercher des plantes médicinales susceptibles de soigner les blessures des soldats chinois envoyés au Viêt Nam du Nord pour combattre les Américains. Aidé par une équipe de jeunes techniciens, il découvrit un site où abondait les dracénas de l'Asie du Sud-Est, dans le district de Simao au Yunnan.
L'espèce a été ensuite reclassée Dracaena cochinchinensis par le botaniste chinois Chen Xinqi  陈心启 en 1980 dans Zhongguo zhi wu zhi 《中国植物志》. Elle est nommée en chinois 剑叶龙血树 jianye longxueshu soit morphologiquement « dragonnier à feuille en épée ».

## Synonymes
Selon The Plant List, les synonymes sont:
- Aletris cochinchinensis Lour., basionyme
- Dracaena saposchnikowii Regel
- Draco saposchnikowii (Regel) Kuntze
- Pleomele cochinchinensis Merr. ex Gagnep.

## Description

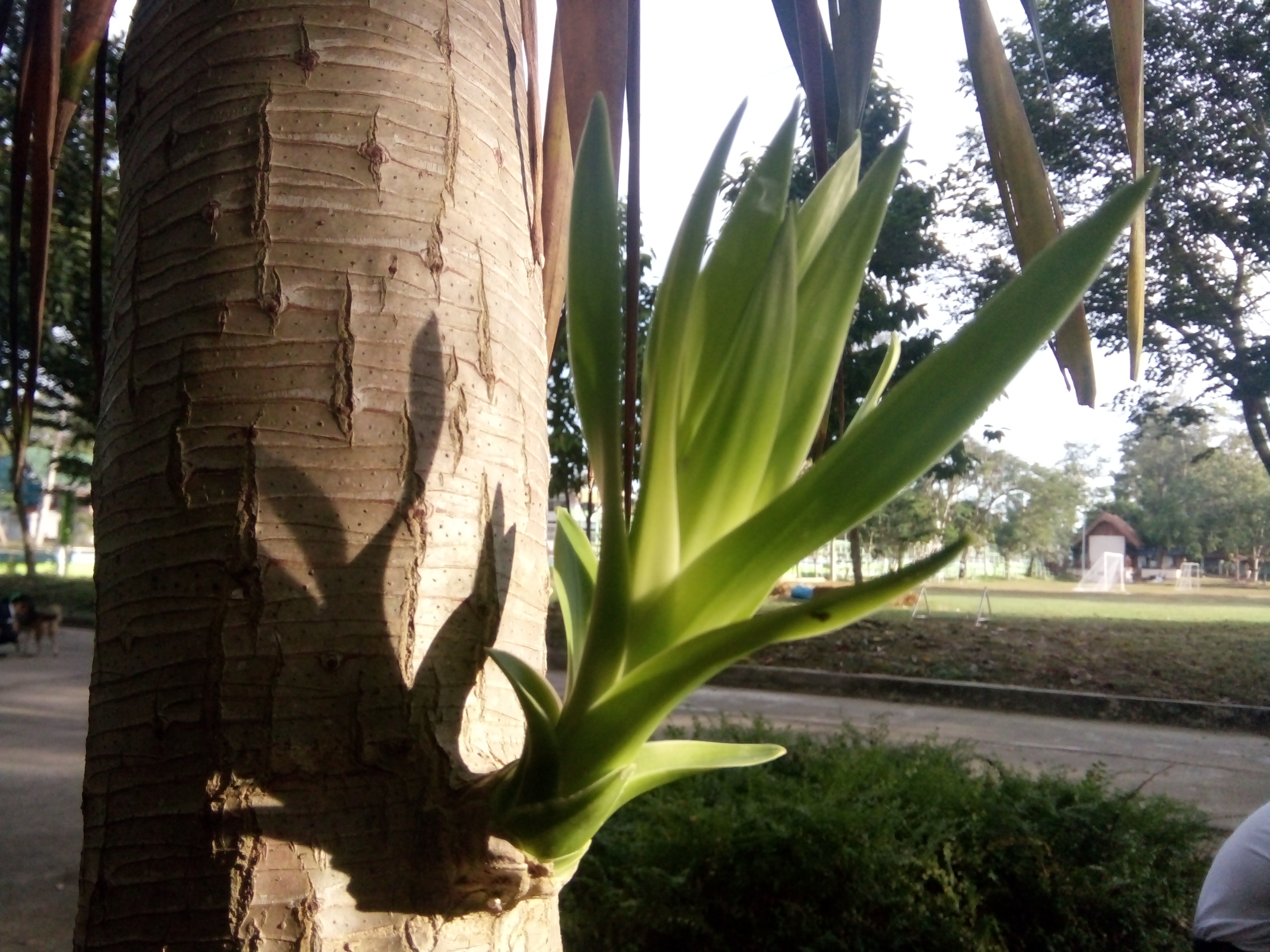
Tronc blanc grisâtre lisse du dragonnier de Cochinchine

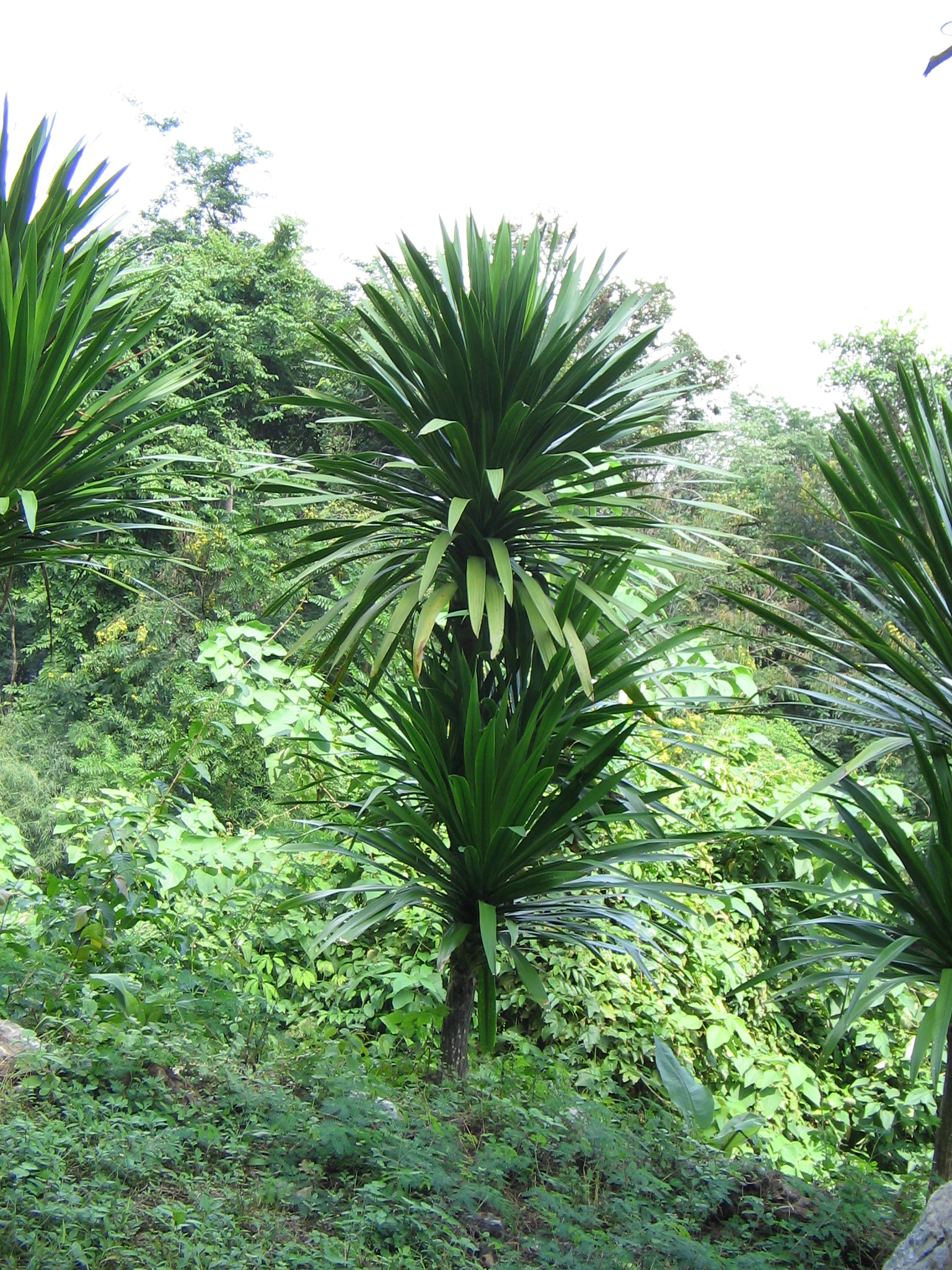
Dragonnier de Cochinchine haut de 5 à 10 m

Dracaena cochinchinensis est une plante arborescente monocotylédone de 5 à 10 mètres de haut.
Les tiges ramifiées ont l’extrémité rougeâtre, avec des internœuds plus courts que larges, une écorce lisse d'un blanc grisâtre, fonçant avec l'âge.
Les feuilles rassemblées à l’extrémité des branches, sont sessiles, en forme d'épée, de 30-100 x 2-5 cm, à base rougeâtre enveloppant complètement l'internœud.
L'inflorescence terminale, en panicule, est de plus de 40 cm, avec un rachis densément pubescent. 
Les fleurs rassemblées par 2-5, ont un périanthe blanc laiteux, formé d'un tube de 1,5-2 mm et 6 lobes de 5-6 mm.
Le fruit est une baie orange.
En Chine, la floraison a lieu en mars et la fructification en juillet-août.

## Distribution
Le dragonnier de Cochinchine croît au Vietnam, au Cambodge, au Laos, et en Chine méridionale (sud du Yunnan, sud-ouest du Guangxi).
Il se rencontre entre 900 et 1 700 m sur des falaises calcaires, ensoleillées, en région tropicale. Il résiste bien à la sécheresse[réf. nécessaire].

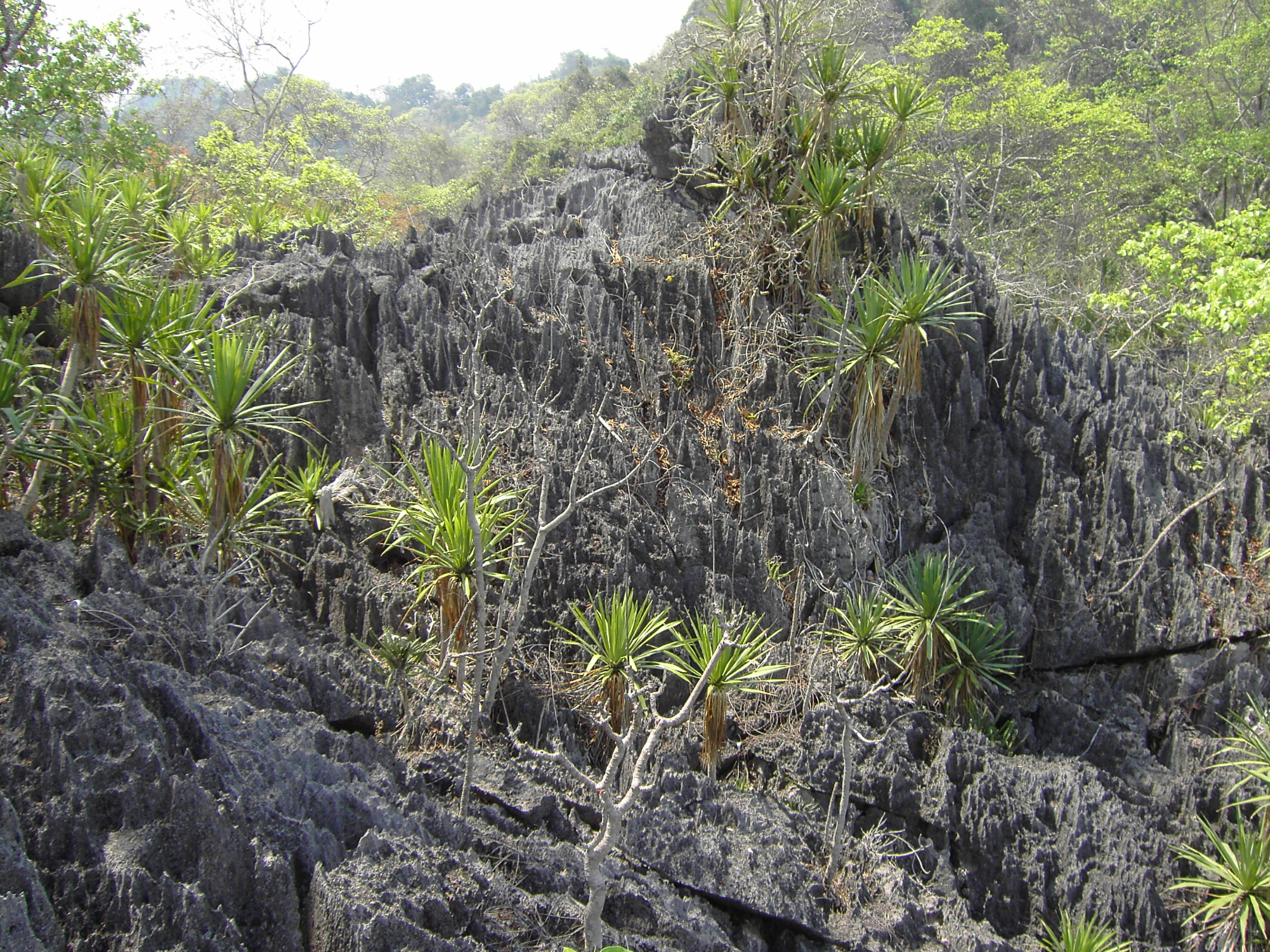
Dragonnier de Cochinchine dans les falaises calcaires

Il est considéré comme une espèce menacée en Chine.  Il se raréfie de plus en plus dans la nature en raison de prélèvements excessifs.  Il ne se trouve cependant pas sur la liste rouge de l'UICN.
Le dragonnier de Cochinchine est cultivé pour la production de la matière médicale nommée sang-dragon et comme plante ornementale.

## Le sang-dragon
Au fur et à mesure de la croissance de Dracaena cochinchinensis, de la résine s'accumule dans les cellules du xylème, en particulier à l'occasion de traumatismes mécaniques, d'attaque d'insectes ou d'infestation de pathogènes. Ainsi, une contamination par le champignon Fusarium proliferatum peut accroître la production de sang-dragon. La résine joue un rôle protecteur en prévenant l'extension de la contamination.
La résine peut être extraite avec de l'alcool à 95 %.
La résine séchée commercialisée sous le nom de sang-dragon apparait sous la forme de petits blocs solides, pourpre foncé, à la surface brillante.

### Histoire
Toute blessure ou incision du Dracaena cochinchinensis produit une résine rouge foncé. Cette sécrétion est semblable à celle produite par des arbres du même genre, Dracaena draco des îles Canaries et Dracaena cinnabari de l'île de Socotra. La résine de ces deux derniers dragonniers, utilisée comme matière médicale en Europe depuis l'Antiquité, fut appelée par le pharmacologue grec du Ier siècle Dioscoride, αἷμα δρακόντιον aima drakontion, en latin sanguis draconis ; à la Renaissance, elle reçut les traductions dans les langues modernes de sang de dragon (puis sang-dragon) en français et dragon's blood en anglais. Plus tard, l'extension de ces termes fut élargie à la résine rouge tirée du palmier sang-dragon  (Daemonorops draco) originaire d'Indonésie ainsi qu'à celle des espèces végétales originaire du Nouveau Monde appartenant aux genres Croton et Pterocarpus.
Après la découverte de Dracaena cochinchinensis dans le sud de la Chine à la fin du XXe siècle, les apothicaires chinois nomment naturellement sa résine d'après le nom qu'ils utilisaient pour la résine du palmier sang-dragon indonésien (麒麟竭，qilinjie), à savoir 血竭  xue jie, morphologiquement xue « sang », jie « desséché », correspondant à la notion de « sang de dragon, sang-dragon », en français.
De même que les apothicaires européens élargirent après la découverte de l'Amérique, l'extension du terme sang de dragon aux résines rouges obtenues d'espèces du Nouveau Monde tropical (comme les crotons et ptérocarpus), de même les apothicaires chinois étendirent des termes de la pharmacopée de référence de Li Shizhen (李时珍) (XVIe siècle) aux découvertes faites à la fin du XXe siècle dans l'extrême sud de la Chine. Les apothicaires chinois rapportèrent la résine du D. cochinchinensis à une matière médicale d'un ouvrage de Li Shizhen, le Bencao gangmu 本草綱目, publié en 1593 à l'apogée de la pharmacologie chinoise. Cet ouvrage indique que cette matière médicale, le 骐驎竭 qilinjie (de qilin « licorne »), est bonne pour traiter les douleurs soudaines épigastriques et abdominales, qu'elle arrête le saignement d'une blessure, dissout les stases sanguines, soulage la douleur et favorise la régénération des chaires. Dans la quête d'une source toujours plus ancienne, on peut remonter jusqu'au 唐本草 Tang bencao (VIIe siècle) pour trouver une mention du qilinjie. Par contre, la pharmacopée la plus ancienne 神农本草经 Shennong bencao jing (équivalent chinois de la Matière médicale de Dioscoride, publiée à peu près de la même époque) ne mentionne qu'une seule résine, la 松脂 songzhi, la résine de pin.
Parfois on trouve en chinois, des synonymes de xuejie 血竭 calqués  sur les termes des langues européennes comme sanguis draconis en latin ou sang de dragon en français. Il s'agit de longxuejie 龙血竭, morphologiquement long « dragon », xue « sang », jie « sec, desséché » ou dans la langue commune 龙血 longxue, « sang de dragon ». Mais s'il est possible de trouver des « os de dragons » (龙骨 longgu,) dans la pharmacopée traditionnelle, aucune trace de « sang de dragon » (龙血 longxue) n'apparait avant l'époque moderne. Car on sait que symboliquement, le dragon oriental est associé à l'eau (il vit dans les nuages, fait tomber la pluie, est le maitre des sources, il est sage et bienveillant) alors que le dragon européen, associé au paganisme et au mal par le christianisme (il est terrassé par saint Michel), sera ensuite associé au feu, dans les légendes chevaleresques et le folkclore celtique à partir du Xe siècle (il vit sous terre et crache le feu).
Ce n'est qu'après la découverte des sciences européennes en Chine, qu'une terminologie scientifique chinoise spécifique fut créée pour traduire les termes occidentaux. C'est ainsi que dragonnier fut traduit par 龙血树 longxueshu, morphologiquement dragon-sang-arbre, soit « arbre au sang de dragon, dragonnier », et le genre Draceana devint 龙血树属 longxueshushu, avec 属 shu suffixe de genre.
En édecine chinoise traditionnelle, le sang-dragon xuejie de D. cochinchinensis est généralement prescrit pour stimuler la circulation sanguine pour un patient souffrant de blessures, de stase sanguine ou de douleurs.

### Pharmacologie
- Constituants chimiques du sang-dragon

Les constituants chimiques du sang-dragon du dragonnier de Cochinchine sont en premier lieu des flavonoïdes puis des terpénoïdes, stéroïdes, saponines et composés phénoliques.
Parmi les flavonoïdes, il a été isolé des chalcones (2,4,4'-trihydroxychalcone, louréirine A, B et C etc.), des dihydrochalcones, des flavanones, des flavanes, des flavonoïdes polymériques et des cétones chromogènes. Ensuite, ont été isolés des terpènes, des stéroïdes, des saponines stéroïdiques ainsi que des composés phénoliques et des lignanes.
- Étude in vitro

En Chine, plusieurs équipes de chercheurs étudient la composition chimique et la pharmacologie du sang-dragon du Dracaena cochinchinensis en s'inscrivant ouvertement dans la continuité des études multimillénaires de la pharmacopée chinoise. Fan et als (2014) ont fait une revue détaillée de 63 travaux publiés en Chine dont nous allons extraire quelques exemples.
Huang et al. (1994) montrent que le sang-dragon inhibe une thrombose artérielle expérimentale en facilitant la circulation du sang et dispersant la stase sanguine.
Selon Nong et al. (1997), le sang-dragon a aussi un effet hémostatique puisqu'ils ont montré expérimentalement qu'il peut réduire le temps de coagulation du sang de la souris.
D'autres études ont montré que le sang-dragon pouvait faire diminuer significativement le taux de glucose sanguin de souris hyperpglycémiques (Zhang et als, 2002), inhiber la croissance du Staphylococcus aureus, du Diphteria bacilli et du Bacillus anthracis (Chen et als., 1999), stimuler la réparation des tissus. À cet effet, Liu et als ont implanté un tissu de kératocytes humains sur la peau lésée de souris. Le groupe qui reçut un traitement oral et externe par le sang-dragon montra un développement accrus de l'épiderme transplanté, une prolifération de capillaires dans le derme et une sécrétion augmentée de collagène.
De nombreuses études citées n'apportent cependant pas beaucoup de garanties de validité. Beaucoup ne sont pas des études randomisée en double aveugle. Elles suggèrent seulement de possibles effets analgésiques ou anti-diabétiques.
- Études cliniques

Une étude randomisée en double aveugle a évalué l'efficacité de capsules de sang-dragon contre l'angine de poitrine (angor pectoris). Le groupe ayant reçu le traitement a vu que leurs électrocardiogrammes (ECG) s'amélioraient significativement par rapport au groupe témoin.

## Culture
Le dragonnier de Cochinchine est cultivé comme plante ornementale dans les jardins des régions tropicales.
Il peut être cultivé aussi en pot à l'intérieur ou sous une véranda[réf. nécessaire].